# Alfred Kleeberg
Alfred Kleeberg (* 26. Juli 1887 in Plauen; † 8. April 1957 in Hamburg) war ein deutscher Schulleiter und Schulreformer.

## Leben und Wirken
Alfred Kleeberg stammte aus dem Vogtland. Während seines Studiums wurde er 1908 Mitglied des Klassisch-Philologischen Vereins zu Jena, der späteren Landsmannschaft Burgundia Jena. Er wurde zum Dr. phil. promoviert. Nach seinem Studium arbeitete zunächst als Oberlehrer in Leipzig. Am 1. Oktober 1913 trat er eine Stelle im Lehrerinnenseminar an der Freiligrathstraße in Hamburg-Hohenfelde an. Während des Ersten Weltkriegs leistete er Kriegsdienst. Anschließend kehrte Kleeberg nach Hamburg zurück, wo er sich ab 1919 für Änderungen der Lehrerausbildung einsetzte. Er trat in die DVP ein und wurde Mitglied des späteren Volksbundes für das Deutschtum im Ausland. In Hamburg beteiligte er sich an der Gründung einer 1922 eröffneten Aufbauschule, die begabten Schülern der Volksschule nach dem Konzept der Deutschen Oberschule ermöglichte, schneller die Hochschulreife zu erwerben. Kleeberg übernahm bis 1933 die Schulleitung. Er legte besonderen Wert auf musische Fächer, individuelle Schwerpunkte und eine geänderte Reifeprüfung. Durch die selbst getroffene Wahl eines Prüfungsfach sollten Schüler zeigen können, dass sie in der Lage waren, eigenständig und nach gängigen Methoden vorzugehen.
Kleeberg trat in den Verband Deutscher Oberschulen und Aufbauschulen ein, in dem er lange Jahre mitarbeitete und dessen Vorsitz er Anfang der 1930er Jahre übernahm. Ab 1930 leitete er den Hamburger Philologenverband, in dem er zu Reformen aufrief. Kleeberg verfasste zahlreiche Aufsätze, in denen er seine Vorstellungen von Reformpädagogik und möglichen Änderungen darstellte. Nach der Machtergreifung übertrugen die Nationalsozialisten Kleeberg ab dem 10. Juli 1933 die Leitung der Deutschen Oberschule auf dem Lübeckertorfeld, die 1934 mit der dorthin verlegten Klosterschule fusioniert wurde und fortan jenen Namen trug. Kleeberg, der sich öffentlich zum Ziel einer „nationalen Erneuerung“ bekannte, beantragte am 1. Juli 1937 die Aufnahme in die NSDAP und wurde rückwirkend zum 1. Mai desselben Jahres aufgenommen (Mitgliedsnummer 4.230.411). 1934 war er Förderndes Mitglied der SS geworden. Er unterstützte Bestrebungen bezüglich des Grenzlanddeutschtums und Aktionen im Rahmen der Ostpolitik. Dazu gehörte unter anderem 1943 eine „Partnerschaft“ Hamburger Schulen mit jenen im besetzten polnischen Lodz. Er ging Kompromisse mit dem Regime ein, zeigte jedoch menschliches und pädagogisches Verantwortungsbewusstsein. Soweit er konnte, setzte er sich für bedrohte Schülerinnen ein. Im Rahmen der Kinderlandverschickung kümmerte er sich um Klassen seiner Schule, die sich in Bayern aufhielten.
Nach Ende des Zweiten Weltkriegs wurde Kleeberg im selben Jahr abgesetzt, aus dem staatlichen Beschäftigungsverhältnis entlassen und inhaftiert, später rehabilitiert. Ab dem 1. Oktober 1949 übernahm er das Amt des Studienleiters für die pädagogische Ausbildung von Studenten des Höheren Lehramts, die am pädagogischen Institut der Universität Hamburg eingeschrieben waren. Von 1954 bis 1957 war Kleeberg Mitglied der Unabhängigen Kommission für das Hamburger Schulwesen, die der Hamburger Senat berufen hatte. Im Rahmen dieser Tätigkeit forderte Kleeberg, in Hamburg grundständige Mittelschulen einzurichten.